# Dietrich II. von Limburg-Styrum
Graf Dietrich II. von Limburg-Styrum (* um 1292; † um 1368) war ein deutscher Adliger, durch Abstammung Graf von Limburg und durch Erbe Herr von Styrum und dem Kolkerhof.

## Abstammung
Dietrich war ein Sohn von Dietrich I. von Isenberg-Limburg und dessen Gemahlin Bertradis von Götterswick.

## Ehe und Nachkommen
Dietrich heiratete Kunigunde († nach 1383), Tochter von Ritter Wessel von Landsberg und Gertrud von Volmarstein. Sie hatten folgende Nachkommen:
- Dietrich († 4. Dezember 1412/13) Herr vom Kolkerhof

⚭ Lukardis von Linnep
- Heinrich, Kanoniker zu Wissel
- Maria (1364)
- Sophia (1364)

⚭ Sybiken ten Have
- Johann (1383)
- Kunigunde (1395)

⚭ Dietrich von Mörmter